# IC 91
IC 91 ist eine Spiralgalaxie vom Hubble-Typ Sb im Sternbild Walfisch südlich der Ekliptik. Sie ist rund 318 Millionen Lichtjahre vom Sonnensystem entfernt und hat einen Durchmesser von etwa 45.000 Lichtjahren.
Im selben Himmelsareal befindet sich u. a. die Galaxie NGC 467, NGC 470, NGC 474.
Das Objekt wurde am 8. Januar 1891 vom französischen Astronomen Stéphane Javelle entdeckt.